# کامیار قنبری
کامیار قنبری (زاده ۱۹۸۸) یک بازیکن فوتبال اهل ایران است.
وی همچنین در تیم ملی فوتبال ایران بازی کرده‌است.